# Злочин у Малковичах
Злочин у Малковичах — вчинений в ніч з 17 на 18 квітня 1945 року над українським населенням села Малковичі підрозділом Народної охорони під командуванням Романа Киселя Семпа.
Тоді було вбито щонайменше 116 жителів села (Ян Пісулінський наводить цифру 138 жертв).

## Пропам'ятна дошка
На пропам'ятній дошці в Малковичах знаходиться напис:
| Тут спочивають замордовані в ніч з 17 на 18 квітня 1945 р. українці с. Малковичі: \| - Бень Гнат (1885) - Бень Пелагія (1890) - Віняр Дмитро (1908) - Віняр Марія (1904) - Віняр Марія (1944) - Віняр Омелян (1927) - Волос Гнат (1905) - Волос Юлія (1911) - Волос Омелян (1932) - Волос Марія (1934) - Войтів Микола (1890) - Войтів Таціянна (1898) - Войтів Петрина (1930) - Войтів Любомир (1934) - Гіжовська Марія (1911) - Гіжовська Ірина (1934) - Гіжовська Стефанія (1932) - Гіжовський Петро (1893) - ГижийАнтон (1898) - Гижа Єва (1899) - ГаврилякГнат (1870) - ГаврилякАнна (1921) - Гавриляк Марія (1927) - Дмитраш Розалія - Іличок Ярослав (1940) - Іличок Михайло (1897) - Ілик Михайло (1867) - Ілик Анна (1875) - Ілик Володимир (1933) \| - Ілик Ярослав (1935) - Ілик Ірина (1940) - Іваньо Матрона (1940) - Іванців - Кордіяк Максим (1866) - Кордіяк Іван (1903) - Кварціяна Анастасія - Кузьма Марія (1868) - Карпінський Стеф. (1934) - Карпінська Анна (1910) - Ковальчик Петро - Ковальчик Єва (1910) - Ковальчик (1935) - Ковальчик (1938) - Ковальчик Агафія (1892) - Ковальчик Омелян (1934) - Ковальчик Стефанія (1937) - Ковальчик Дмитро (1922) - Ковальчик Михайло - Кордіяка Анастасія (1918) - Лісний Андрій (1887) - Лабуза Анна (1901) - Лабуза Марія (1875) - Лабуза Анастасія (1895) - Лабуза Настуня (1897) - Лабуза Матрона (1896) - Лабуза Таціянна (1902) - Лабуза Стефанія (1939) - Лабуза Петро (1898) \| - Лабуза Анеля (1911) - Лабуза І. (1939) - Лабуза Марія (1931) - Лабуза Зеня (1943) - Лабуза (1945) - Лабуза - Лабуза - Олег Матрона (1886) - Пелех Андрій (1883) - Пелех Оксана (1927) - Пелех Наталія (1932) - Пелех Євгеня (1934) - Падовський Петро (1888) - Падовська Марія (1898) - Полуйко Стефан (1895) - Полуйко Анна (1898) - Полуйко Василь (1895) - Полуйко Юлія (1890) - Полуйко Стеф. (Німа) (1920) - Полуйко Катерина - Пелешак Петро (1909) - Пелешак Андрій (1892) - Пелешак Анастасія (1897) - Пелешак Омелян (1937) - Пелешак Ярослав (1939) - Пелешак Ксеня (1880) - Пелешак Володимир (1920) - Пітуля Анастасія (1878) - Пітуля Стефан (1939) \| - Пітуля Анна (1932) - Пітуля Олег (1943) - Пітуля Марія (1905) - Пітуля (1935) - Пітуля (1944) - Пітуля (1940) - Пелещак Єва - Петричко Іван (1907) - Ривак Іван (1888) - Ривак Марія (1890) - Ривак Євгеня (1929) - Стримінський Юрій (1890) - Стримінська Ольга (1919) - Хмельовська Катер. (1904) - Ханас Марія (1880) - Ханас Ольга (1926) - Ханас (1944) - Ханас (1941) - Ханас Василь (1913) - Ханас Стефан (1867) - Ханас Марія (1911) - Ханас Андрій (1933) - Ханас Стефан (1935) - Ханас Петро - Ханас Михайло (1897) - Яремик Гаврило (1897) - Яремик Анастасія (1905) \| Закатованим під час виселення землякам присвячується Вічная їм пам’ять | | | |
| - Бень Гнат (1885) - Бень Пелагія (1890) - Віняр Дмитро (1908) - Віняр Марія (1904) - Віняр Марія (1944) - Віняр Омелян (1927) - Волос Гнат (1905) - Волос Юлія (1911) - Волос Омелян (1932) - Волос Марія (1934) - Войтів Микола (1890) - Войтів Таціянна (1898) - Войтів Петрина (1930) - Войтів Любомир (1934) - Гіжовська Марія (1911) - Гіжовська Ірина (1934) - Гіжовська Стефанія (1932) - Гіжовський Петро (1893) - ГижийАнтон (1898) - Гижа Єва (1899) - ГаврилякГнат (1870) - ГаврилякАнна (1921) - Гавриляк Марія (1927) - Дмитраш Розалія - Іличок Ярослав (1940) - Іличок Михайло (1897) - Ілик Михайло (1867) - Ілик Анна (1875) - Ілик Володимир (1933) | - Ілик Ярослав (1935) - Ілик Ірина (1940) - Іваньо Матрона (1940) - Іванців - Кордіяк Максим (1866) - Кордіяк Іван (1903) - Кварціяна Анастасія - Кузьма Марія (1868) - Карпінський Стеф. (1934) - Карпінська Анна (1910) - Ковальчик Петро - Ковальчик Єва (1910) - Ковальчик (1935) - Ковальчик (1938) - Ковальчик Агафія (1892) - Ковальчик Омелян (1934) - Ковальчик Стефанія (1937) - Ковальчик Дмитро (1922) - Ковальчик Михайло - Кордіяка Анастасія (1918) - Лісний Андрій (1887) - Лабуза Анна (1901) - Лабуза Марія (1875) - Лабуза Анастасія (1895) - Лабуза Настуня (1897) - Лабуза Матрона (1896) - Лабуза Таціянна (1902) - Лабуза Стефанія (1939) - Лабуза Петро (1898) | - Лабуза Анеля (1911) - Лабуза І. (1939) - Лабуза Марія (1931) - Лабуза Зеня (1943) - Лабуза (1945) - Лабуза - Лабуза - Олег Матрона (1886) - Пелех Андрій (1883) - Пелех Оксана (1927) - Пелех Наталія (1932) - Пелех Євгеня (1934) - Падовський Петро (1888) - Падовська Марія (1898) - Полуйко Стефан (1895) - Полуйко Анна (1898) - Полуйко Василь (1895) - Полуйко Юлія (1890) - Полуйко Стеф. (Німа) (1920) - Полуйко Катерина - Пелешак Петро (1909) - Пелешак Андрій (1892) - Пелешак Анастасія (1897) - Пелешак Омелян (1937) - Пелешак Ярослав (1939) - Пелешак Ксеня (1880) - Пелешак Володимир (1920) - Пітуля Анастасія (1878) - Пітуля Стефан (1939) | - Пітуля Анна (1932) - Пітуля Олег (1943) - Пітуля Марія (1905) - Пітуля (1935) - Пітуля (1944) - Пітуля (1940) - Пелещак Єва - Петричко Іван (1907) - Ривак Іван (1888) - Ривак Марія (1890) - Ривак Євгеня (1929) - Стримінський Юрій (1890) - Стримінська Ольга (1919) - Хмельовська Катер. (1904) - Ханас Марія (1880) - Ханас Ольга (1926) - Ханас (1944) - Ханас (1941) - Ханас Василь (1913) - Ханас Стефан (1867) - Ханас Марія (1911) - Ханас Андрій (1933) - Ханас Стефан (1935) - Ханас Петро - Ханас Михайло (1897) - Яремик Гаврило (1897) - Яремик Анастасія (1905) |
Дошку запроектували львівський скульптор Петро Дзиндра та художник Мирослав Падовський. Посвятили її під час Зелених Свят 1991 року біля собору св. Юра у Львові. Дошка була перевезена через кордон в червні 1992, і оскільки не було дозволу на її встановлення довгий час вона знаходилася в гаражі одного з перемишлян. Встановлена була в 1996.